# Velsen-Zuid
Velsen-Zuid is een dorp in de gemeente Velsen, in de provincie Noord-Holland.

## Geografie
Het is de kern van het oorspronkelijke dorp Velsen dat door de aanleg van het Noordzeekanaal in de 19e eeuw in tweeën is gesplitst in Velsen-Noord en Velsen-Zuid, Van 1872-1906 onderling verbonden door de Velservoetbrug. Door de verbredingen van het kanaal is een deel van het dorp afgebroken. De verbinding tussen het noordelijke en zuidelijke deel van het dorp wordt door een veerpont onderhouden. In 1957 kwam de Velsertunnel gereed, voor autoverkeer en spoorwegverkeer.

## Geschiedenis
Omstreeks 700 stichtte Willibrord een kerkje in Velsen, toen nog Felison geheten, samen met dat van Heiloo en van Petten een van de eerste in Holland. De huidige Engelmunduskerk werd gebouwd in de 12e eeuw, een eenvoudig tufstenen gebouwtje. De kerk werd in de 13e eeuw door de heren van Brederode uitgebreid met een toren en een kapel van baksteen. Vanuit deze kerk is uiteindelijk ook een jongerensociëteit opgericht in 1965 genaamd Stichting sociëté d'Arc. In september 2010 werd jongerensociëteit d'Arc opgeheven.
In de omgeving van Velsen werden in de 17e en 18e eeuw door welgestelde Amsterdammers diverse buitenhuizen gebouwd, langs de oevers van het Wijkermeer. De bekendste nog bestaande huizen zijn Velserbeek en Beeckestijn. Velsen-Zuid is een beschermd dorpsgezicht en telt 58 rijksmonumenten.

## Foto's

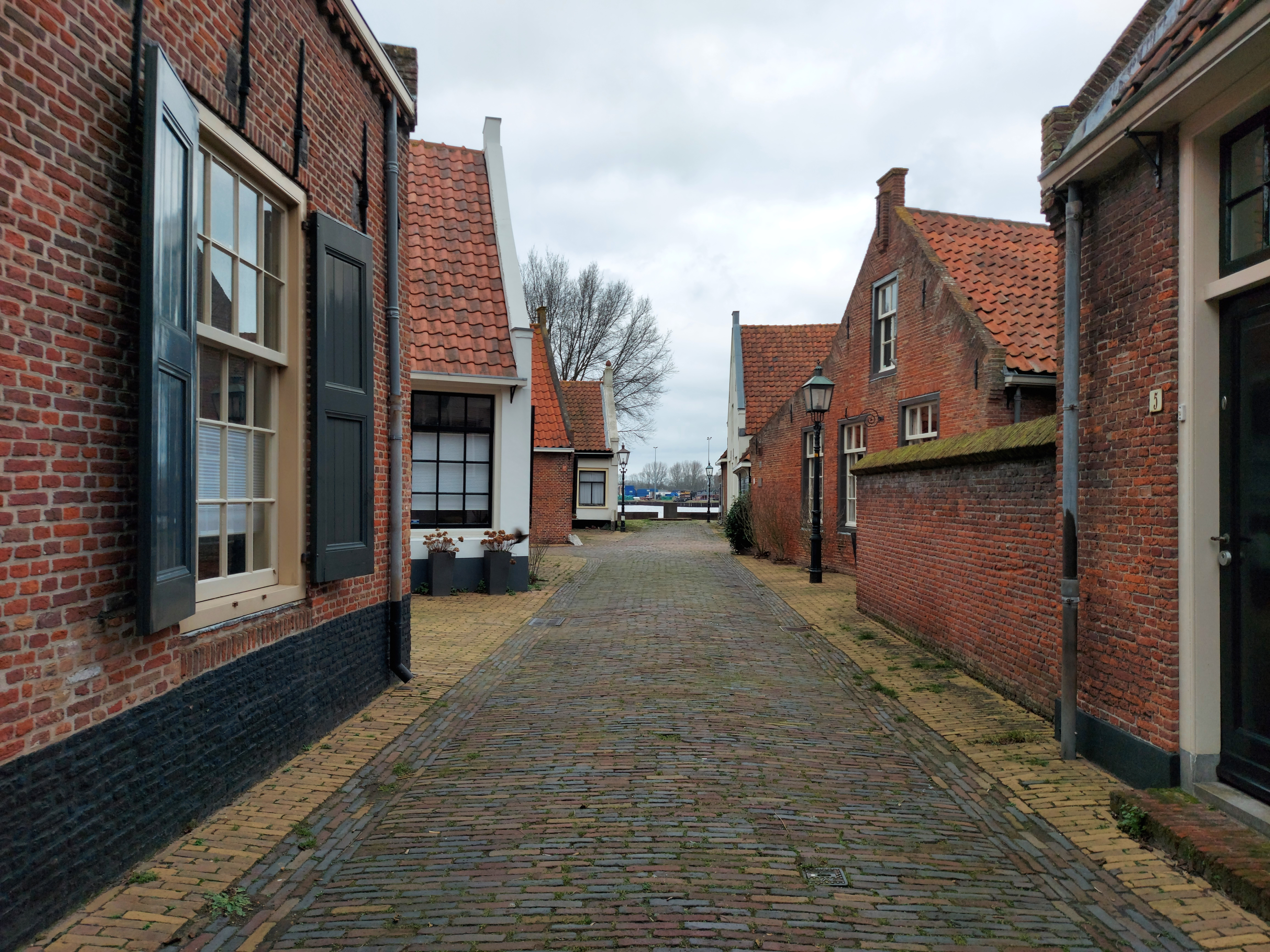
Velsen-Zuid, Het oude centrum van Velsen, met zicht op het Noordzeekanaal
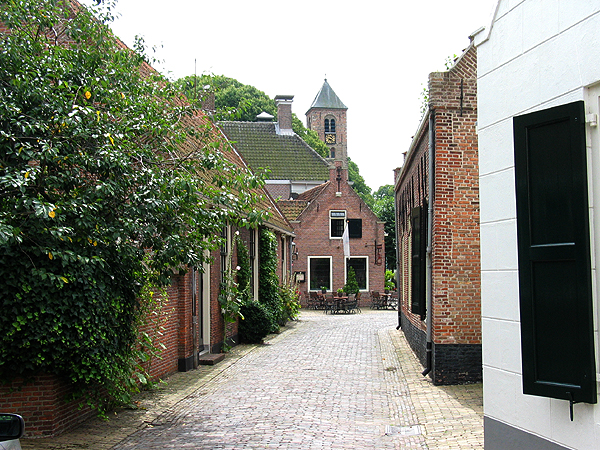
Velsen-Zuid, oude straatje en kerktoren
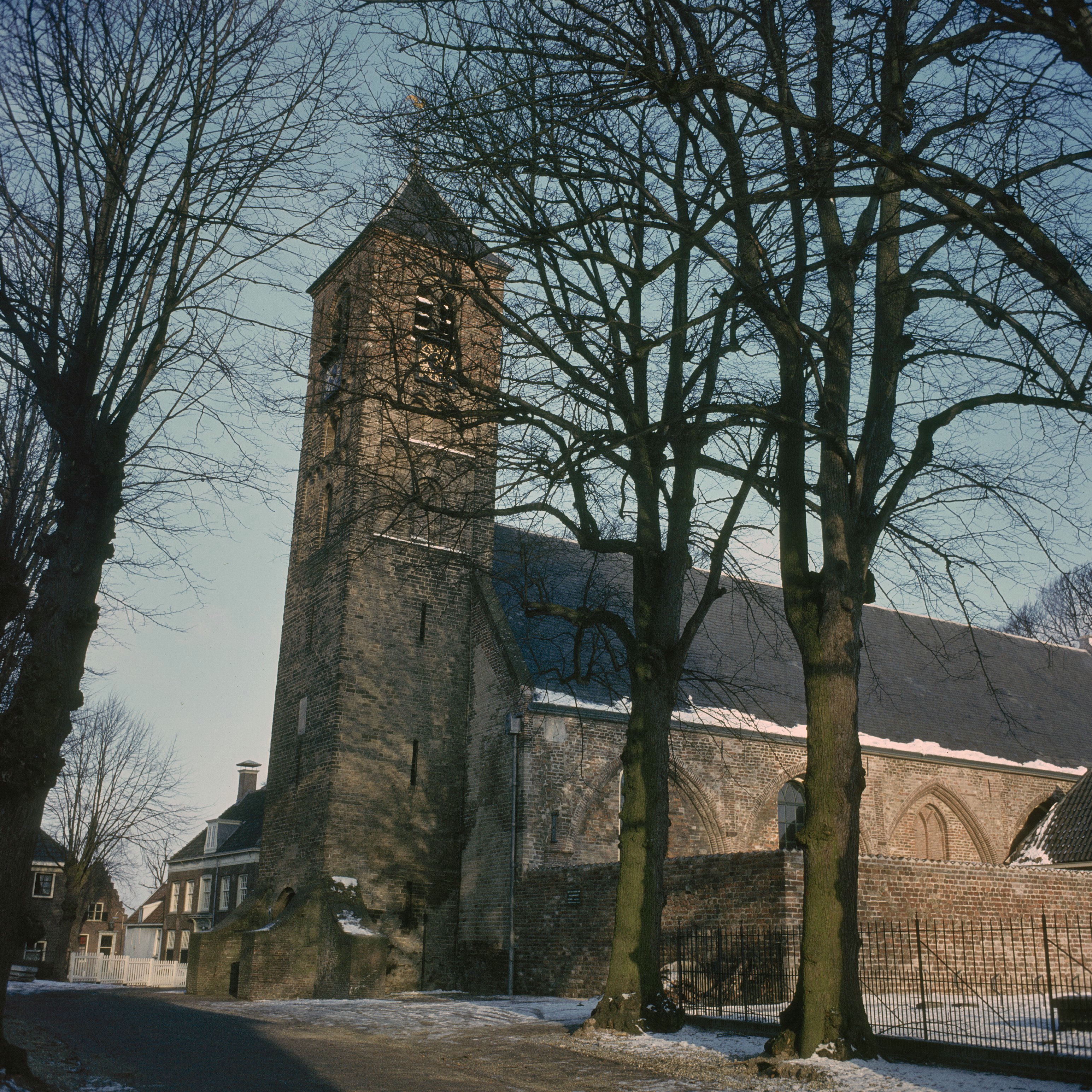
Toren en schip van de Engelmunduskerk

## Sport en recreatie
De thuishaven van Telstar (vanaf het seizoen 2025/26 opnieuw uitkomend in de Eredivisie), het BUKO Stadion, bevindt zich op het Sportpark Schoonenberg in Velsen-Zuid. Het sportpark werd aangelegd op het landgoed Schoonenberg waarnaar het is vernoemd.
Een van de droomparken, namelijk Buitenhuizen is gevestigd aan de Buitenhuizerweg hier.
Door de plaats loopt de Europese wandelroute E9, ter plaatse ook Noordzeepad of Hollands Kustpad geheten.

## Onderwijs
In Velsen-Zuid bevindt zich het Gymnasium Felisenum, het enige gymnasium van de gemeente Velsen.

## Meerdijk
Goede tijden, slechte tijden gebruikt Velsen-Zuid regelmatig als opnamelocatie voor het fictieve stadje Meerdijk.